# Lipki (Pyrzyce)
Lipki (deutsch Löllhöfel) ist ein Dorf in der Woiwodschaft Westpommern in Polen. Es gehört zu der Gmina Pyrzyce (Gemeinde Pyritz) im Powiat Pyrzycki (Pyritzer Kreis). 

## Geographische Lage
Das Dorf liegt in Hinterpommern, etwa 30 Kilometer südöstlich von Stettin und etwa 6 Kilometer nördlich der Kreisstadt Pyritz. 
Im Osten geht die Bebauung in den Nachbarort Ryszewko (Klein Rischow) über, im Süden liegt etwa 1 Kilometer entfernt das Dorf Żabów (Sabow). Das Ufer des Madüsees liegt etwa 3 Kilometer nordöstlich.

## Geschichte
Das Dorf wurde im Jahre 1772 unter König Friedrich dem Großen gegründet: Der König ließ damals den Wasserspiegel des Madüsees absenken, wodurch Land gewonnen und vor allem Bruchland trockengelegt werden konnte. Auf der Feldmark des Dorfes Klein Rischow, das zum Amt Pyritz gehörte, ließ er zwei neue Dörfer („Kolonien“) anlegen, darunter Löllhöfel. Der Ortsname „Löllhöfel“ wurde zu Ehren des Generalleutnants Friedrich Wilhelm Lölhöffel von Löwensprung gewählt.
Der Zustand nach Anlegung des neuen Dorfes ist in Ludwig Wilhelm Brüggemanns Ausführlicher Beschreibung des gegenwärtigen Zustandes des Königlich Preußischen Herzogtums Vor- und Hinterpommern (1784) überliefert: Damals lebten hier 12 Familien, „wovon eine jede 15 Magdeburgische Morgen an Acker und Wiesen und 3 Morgen an Hütung besitzet und dafür jährlich einen bestimmten Zins giebet.“ Unter den ersten 12 Kolonisten waren ein Pole, ein Schwede und ein Schweizer.
Um 1860 lebten keine Nachkommen der ersten Kolonisten mehr im Dorf.
Bis 1945 gehörte die Gemeinde Löllhöfel zum Landkreis Pyritz der Provinz Pommern. Neben Löllhöfel gab es keinen weiteren Wohnplatz in der Gemeinde. Die Gemeinde Lollhöfel war sowohl nach der Fläche als auch nach der Einwohnerzahl die kleinste Gemeinde des Kreises (Stand 1932).
Nach dem Zweiten Weltkrieg kam Löllhöfel, wie alle Gebiete östlich der Oder-Neiße-Grenze, an Polen. Das Dorf erhielt den polnischen Ortsnamen „Lipki“. Es bildet heute den westlichen Teil des Ortes Ryszewko (Klein Rischow).

## Entwicklung der Einwohnerzahl
- 1867: 64 Einwohner[6]
- 1871: 74 Einwohner[6]
- 1933: 50 Einwohner[7]
- 1939: 47 Einwohner[7]